# William Marks
William Marks (Chester megye, 1778. október 13. – Beaver, 1858. április 10.) az Amerikai Egyesült Államok szenátora (Pennsylvania, 1825–1831).